# Ussurella napolovi
Ussurella napolovi är en skalbaggsart som först beskrevs av Aleksandr Sergeievich Danilevsky 1995.  Ussurella napolovi ingår i släktet Ussurella och familjen långhorningar. Inga underarter finns listade i Catalogue of Life.